# Natia Pantsulaia
Natia Pantsulaia (en ukrainien : Натія Панцулая), née le 28 décembre 1991, est une footballeuse internationale ukrainienne d'origine géorgienne. Elle évolue actuellement au Metalist 1925.

## Biographie

### En club
Natia Pantsulaia joue successivement pour le FC Rodyna Lyceum à Kostopil et le FC Ternopolianka à Ternopil. Elle intègre ensuite le WFC Zhytlobud-1 Kharkiv puis le FC Legenda Tchernihiv. Elle dispute notamment les trois matches du tour de qualification de la Ligue des champions féminine de l'UEFA 2016-2017 avec le WFC Zhytlobud-1 Kharkiv.
En 2018, Natia Pantsulaia déménage en Turquie, et rejoint le ALG Spor à Gaziantep, une équipe de première division féminine turque, nouvellement promue. En juillet 2019, elle rejoint l'équipe espagnole du Club Atlético de Madrid Feminas,. En décembre 2019, elle résilie son contrat avec l'Atlético Madrid. Lors de la seconde moitié de la saison 2019-2020 de la première ligue féminine turque, Natia Pantsulaia retrouve son ancien club de l'ALG Spor. Le 10 septembre 2020, elle quitte la Turquie pour intégrer l'effectif du WFC Zhytlobud-2 Kharkiv.

### En équipe nationale
Natia Pantsulaia est membre de l'équipe nationale féminine U-19 d'Ukraine. Elle fait ses débuts lors du premier tour de qualification du Championnat féminin U-19 de l'UEFA 2010, lors d'un match du groupe 10 contre l'équipe féminine U-19 de Chypre, le 19 septembre 2009. Elle participe à quatre des matches de qualification pour la Coupe du monde féminine de la FIFA 2019, dans le groupe 4 avec l'équipe nationale féminine d'Ukraine.

## Palmarès
Coupe d'Ukraine féminine de football :
- Vice-championne avec le FC Legenda Tchernihiv en 2017-2018

 Championnat de Turquie féminin de football :
- Vice-championne avec l'ALG Spor en 2018-2019
- Championne avec l'ALG Spor en 2019-2020